# Falò delle vanità

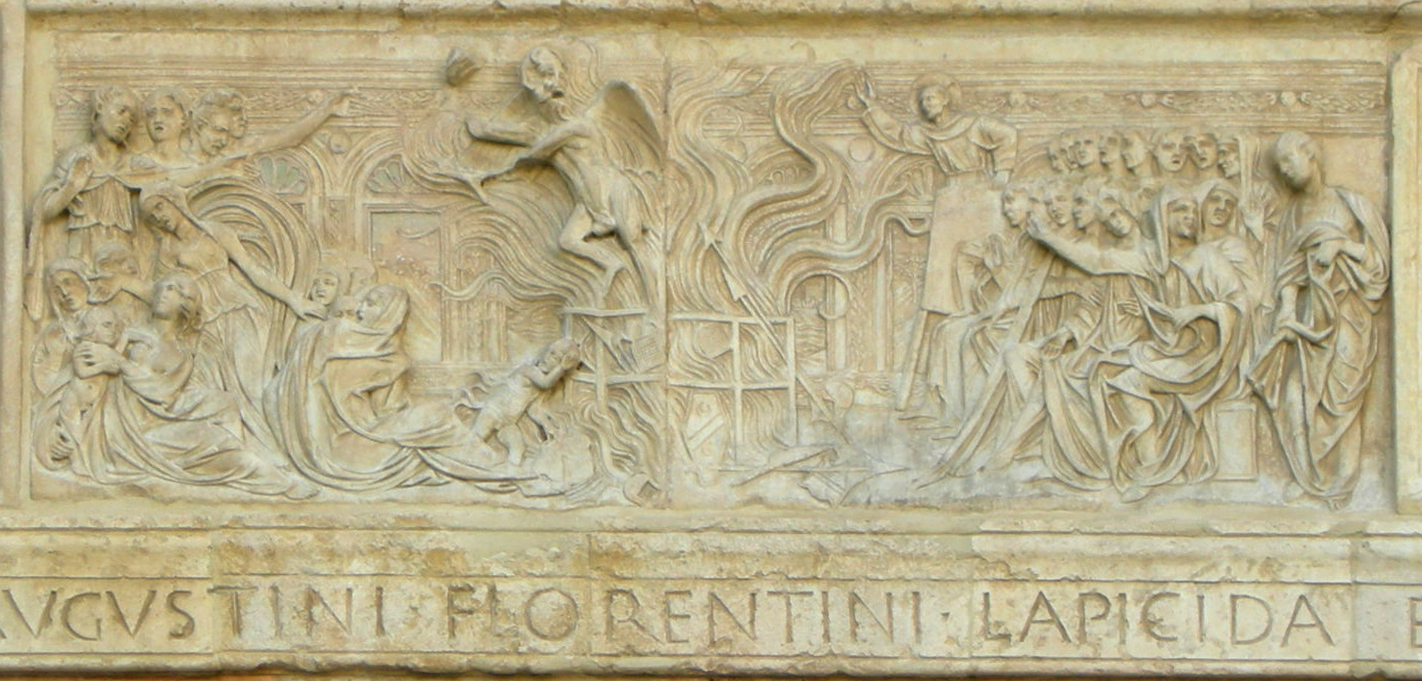
Bernardino da Siena organizza un falò delle vanità (1457-1461), Agostino di Duccio, Oratorio di San Bernardino, Perugia

Il più famoso falò delle vanità avvenne il 7 febbraio 1497 quando in seguito alla cacciata dei Medici i seguaci del frate domenicano Girolamo Savonarola sequestrarono e bruciarono pubblicamente migliaia di oggetti nella città di Firenze, durante la festa di martedì grasso.
L'obiettivo di questa furia distruttiva era l'eliminazione di qualsiasi oggetto considerato potenzialmente peccaminoso, oppure inducente allo sviluppo della vanità, includendo articoli voluttuari come specchi, cosmetici, vestiti lussuosi, e anche strumenti musicali. Altri bersagli includevano libri "immorali", manoscritti contenenti canzoni "secolari" o "profane", e dipinti. Tra i vari oggetti distrutti in questa campagna vi furono alcuni dipinti originali che trattavano temi della mitologia classica.
Vasari descrisse un rogo così: